# Star One
Star One — рок-группа, играющая в жанрах спэйс-рок и прогрессив метал, проект нидерландского музыканта Арьена Люкассена.

## История
Когда Арьен создает новый альбом, это часто происходит под влиянием его предыдущих работ. Перед Star one Арьен создал мягкий и воздушный Ambeon. Теперь как ответ, он ушел в другую крайность, создав тяжелый металлический альбом.
Арьен Лукассен определил направление с его альбомами проекта Ayreon. Критики не приняли его  первую рок-оперу «Финальный эксперимент», и многие записывающие компании не решались сотрудничать с ним. Но после успеха его третьего альбома «Into the Electric Castle» многие музыканты и продюсеры пошли по его стопам, и рок-оперы с множеством музыкантов начали появляться по всему миру. Арьен говорит: «Да, я заметил. Я воспринимаю это как комплимент. Но я так же заметил, что на некоторых из этих опер певцы звучат одинаково и вам нужен буклет, чтобы различить их».
Для первого альбома Star One Арьен использовал очень разных по звучанию певцов, появляющихся в одних и тех же песнях. Дан Сванё (ex-Edge of Sanity, Nightingale), поющий низкие партии, Рассел Аллен (Symphony X), Дамьен Уилсон (Threshold), поющий высокие чистые партии, и наверху Флор Янсен (After Forever), поющая очень высокие партии. Роберт Сойтербойк подпевающий своим необъятным туманным голосом.
В отличие от Ayreon, Star One фокусируется на тяжелой стороне музыки, а песни группы более прямые и гитарно-ориентированные нежели прогрессивные. Этот проект предполагался как часть проекта Ayreon, но назвать это Ayreon было бы неправильно. Название Star One возникло в честь эпизода любимого научно-фантастического сериала Арьена «Blakes 7».
Концепция группы — не сплошная история или рок-опера как альбомы Ayreon. Но всё же альбомы можно назвать концептуальными. Отдельные песни базируются на научно-фантастических фильмах.
Арьен рассказывает об основной идее: «Мои песни базируются на фильмах, действие которых целиком происходило в космосе, но я не использую их названий, и не делаю явных ссылок на первоисточники. Я действительно хочу написать о своих впечатлениях, но не рассказывать ту же самую историю снова.»

## Участники

### Текущий состав
- Арьен Энтони Люкассен — гитара, клавишные
- Эд Уорби (Gorefest) — ударные
- Питер Уинк — бас-гитара
- Рассел Аллен (Symphony X) — вокал
- Дамьен Уилсон (Threshold, Headspace)— вокал
- Дан Сванё (Nightingale, Edge of Sanity) — вокал
- Флор Янсен (After Forever, ReVamp, Nightwish) — вокал

### Приглашённые участники
- Майкл Миллз (Toehider) — вокал
- Рой Хан (ex-Kamelot, Conception) — вокал
- Тони Мартин (ex-Black Sabbath) — вокал
- Марсела Бовио (ex-Stream of Passion, Dark Horse White Horse) — бэк-вокал
- Бриттни Слейз (Unleash the Archers) — вокал
- Джо Линн Тёрнер (Rainbow, Deep Purple) — вокал
- Майк Андерссон (Tungsten) — вокал
- Алессандро Дель Веккьо (Hardline) — вокал и клавишные
- Джефф Скотт Сото (Sons of Apollo, Trans-Siberian Orchestra) — вокал
- Уилл Шоу (Heir Apparent) — вокал
- Росс Дженнингс (Haken) — вокал
- Брэндон Йегли (Crobot) — вокал
- Вилмер Варбрук (Ayreon) — вокал
- Джон «ДжейСи» Кёйперс (Praying Mantis) — вокал
- Марсел Сингор (Kayak) — соло-гитара
- Джоэл Хукстра (Whitesnake, Trans-Siberian Orschestra, Joel Hoekstra’s 13) — соло-гитара
- Адриан Ванденберг (Whitesnake) — соло-гитара
- Рон «Бамблфут» Таль (Guns 'N Roses, Sons of Apollo) — соло-гитара
- Майкл Ромео (Symphony X) — соло-гитара
- Тимо Сомерс (ex-Delain) — соло-гитара
- Стив Вай — соло-гитара
- Lisa Bella Donna — клавишные

### Другие музыканты
- Йенс Йоханссон (Stratovarius) — клавишные
- Эрик Норландер (Rocket Scientists) — клавишные
- Гэри Уэркамп (Shadow Gallery) — гитара
- Роберт Сутербук (Cotton Soeterboek Band) — бэк-вокал
- Дэйв Брок (Hawkwind) — лидер-и бэк-вокал

### Концертные выступления
- Рассел Аллен — вокал
- Флор Янсен — вокал
- Дамьен Уилсон — вокал
- Роберт Сутербук — вокал
- Ирен Янсен — вокал
- Эд Уорби — ударные
- Питер Уинк — бас-гитара
- Йост ван ден Брук (After Forever) — клавишные
- Ева Аьберинг (a.k.a. Ева Смарзинска) — Флейта

## Дискография
- Space Metal (2002)
- Live on Earth (2003, live album)
- Victims of the Modern Age (2010)
- Revel in Time (2022)